# Сьерра-де-Бехар
Сьерра-де-Бехар (исп. Sierra de Béjar) — историческая область и район (комарка) в Испании, находится в провинции Саламанка.

## География
Комарка расположена в одноимённых горах на юго-востоке провинции Саламанка и включает в себя 32 муниципалитета. Комарка граничит с Энтресьеррас и Сальватьеррой на севере, Эстремадурой на юге, и Сьерра-де-Франсия на западе.

## Архитектура
Для защиты от сурового климата дома в Сьерре-де-Бехар строятся очень близко друг к другу. Для фасада типичного дома характерно симметричное распределение дверей и окон. Дома, как правило, имеют один или два этажа и покрашены известью.
Входные двери как правило защищает дополнительный деревянный щит, т. н. batipuerta.

## Муниципалитеты
1. Альдеасипресте
2. Бехар
3. Вальдефуэнтес-де-Сангусин
4. Вальдеихадерос
5. Вальделакаса
6. Вальделахеве
7. Вальехера-де-Риофрио
8. Вальверде-де-Вальделакаса
9. Канделарио
10. Кантагальо
11. Кольменар-де-Монтемайор
12. Кристобаль-де-ла-Сьерра
13. Ла-Кабеса-де-Бехар
14. Ла-Кальсада-де-Бехар
15. Ла-Ойя
16. Лагунилья
17. Ледрада
18. Монтемайор-дель-Рио
19. Нава-де-Бехар
20. Навакаррос
21. Навальмораль-де-Бехар
22. Оркахо-де-Монтемайор
23. Пеньякабальера
24. Пероминго
25. Пуэбла-де-Сан-Медель
26. Пуэрто-де-Бехар
27. Санчотельо
28. Сантибаньес-де-Бехар
29. Сориуэла
30. Фреснедосо
31. Фуэнтес-де-Бехар
32. Эль-Серро